# Петербургски спортно-концертен комплекс
Петербургският спортно-концертен комплекс (на руски: Петербургский Спортивно-Концертный Комплекс) е зала в Санкт Петербург, Русия.
Използва се за спортни мероприятия и концерти. Завършена е през 1979 г. и отваря врати на 19 май 1980 г., малко преди началото на Олимпийските игри в Москва. При провеждането на концерти залата има капацитет от 25 000 души.
С течение на времето залата започва да приема все повече концерти и все по-малко спортни състезания. Днес комплексът е домакин на Откритото първенство на Санкт Петербург по тенис както и на международен юношески турнир по футбол. За сметка на това все повече международно известни групи изнасят свои концерти в Петербургския Спортно-Концертен Комплекс. Това са предимно рок групи като Rammstein, Iron Maiden, Metallica, Muse, 30 Seconds To Mars, Linkin Park и др.
През февруари 2012 г. руското Министерство на спорта обявява конкурс за избор на спонсор, чието име да носи комплекс. Ако конкурсът приключи успешно, залата ще стане първият спортен обект в Русия, носещ името на спонсор.